# Lawrence Donegan
Pour les articles homonymes, voir Donegan.
Lawrence Donegan, né le 13 juillet 1961 à Stirling, est un musicien, journaliste et écrivain écossais.

## Biographie
Né le 13 juillet 1961 à Stirling, il fait ses études au lycée St Modan de Stirling puis à l'Université de Glasgow où il commence sa carrière musicale. 
Bassiste de The Bluebells (en) et de Lloyd Cole and the Commotions, il devient journaliste après la scission de ce dernier groupe, travaille à The Scotsman puis entre en 1994 à The Guardian comme journaliste de golf. Il y reste jusqu'en 2004.

## Publications
- Four Iron in the Soul, Penguin, 1998
- California Dreaming: A Smooth-running, Low-mileage, Cut-price American Adventure, Washington Square Press, 1999
- No News at Throat Lake, Penguin, 2000
- Quiet Please, Yellow Jersey Press, 2004
- Shergar: The Final Word, HarperCollins, 2009